# Ugo de Actis
Ugo degli Atti (Serra San Quirico, prima metà del XIII secolo – 26 luglio 1270) è stato un religioso italiano, monaco della Congregazione silvestrina dell'Ordine di San Benedetto. È venerato come beato dalla Chiesa cattolica.

## Biografia e culto
Fratello del beato Giuseppe, seguì il cammino di fede di San Silvestro Guzzolini, quando questi lo accolse nel monastero di San Giovanni. È patrono di Sassoferrato..
Nel borgo di Sassoferrato c'è la grande chiesa di Santa Maria del Ponte del Piano, che conserva le sue reliquie e dove la sua ricorrenza si celebra il 26 luglio, mentre nella Congregazione Silvestrina e a Serra San Quirico, dove risulta essere compatrono, viene commemorato il giorno successivo. Nella cappella dedicata al beato sono rappresentate alcune scene della sua vita. Nel 1756 il pontefice Benedetto XIV ne approvò il culto e lo inserì nell'albo dei beati..